# 747
Năm 747 là một năm trong lịch Julius.